# Osobowość dyssocjalna
Osobowość dyssocjalna, antyspołeczne zaburzenie osobowości (ang. antisocial personality disorder, ASPD) – zaburzenie osobowości dotykające 2–3% każdego społeczeństwa, występujące częściej wśród mężczyzn niż kobiet (3:1).
Charakteryzuje się trwałym wzorcem lekceważenia i łamania norm społecznych oraz praw innych ludzi. Patologiczne zachowanie przejawia się także często w impulsywności, braku odpowiedzialności, niskiej empatii, skłonności do kłamstwa i nietrwałymi relacjami. Cechy te sprawiają, że osoby z osobowością dyssocjalną, częściej niż ogół społeczeństwa, wchodzą w konflikty z prawem (nawet 47% mężczyzn i 21% kobiet osadzonych w więzieniach spełnia kryteria diagnostyczne). Nie oznacza to, że wszyscy z zaburzeniem wchodzą w zatarg z prawem. W literaturze wyróżnia się kategorię tzw. „psychopatów odnoszących sukcesy” (ang. successful psychopaths), którzy pomimo bezwzględności w działaniu, potrafią powstrzymywać patologiczne zachowanie, tak aby uchronić się przed grożącymi konsekwencjami prawnymi. Osoby te mogą osiągać wielkie sukcesy w swoim zawodzie.
Wbrew mitom panującym w popkulturze, ASPD i psychopatia nie są dodatnio skorelowane z inteligencją (w rzeczywistości może występować nieduża, ujemna korelacja).
Definicje podane w ICD-10 (osobowość dyssocjalna) i w DSM (antyspołeczne zaburzenie osobowości) traktowane są jak opisujące tożsame zaburzenie (w tym także psychopatię i socjopatię). Część badaczy i klinicystów uważa kategorię za zbyt heterogeniczną i postuluje o wyodrębnienie podtypów (przynajmniej dla psychopatii). Psychopatów, którzy mogą posiadać wiele cech antyspołecznego zaburzenia osobowości (np. impulsywność, brak poczucia odpowiedzialności, skłonność do łamania norm) ma wyróżniać specyficzny styl funkcjonowania interpersonalnego i emocjonalnego: powierzchowność w bliskich relacjach, chłód emocjonalny, brak wstydu i lęku, egocentryzm.
Podobnego rozróżnienia dokonuje Kazimierz Pospiszyl, dzieląc zaburzenie na typ impulsywny i kalkulatywny. Zaburzenie osobowości wiąże się z obecnością trzech deficytów psychicznych (emocji, uczenia się i relacji interpersonalnych):
- deficyt lęku – defekt emocjonalny polegający na braku przyswajania odruchów moralnych i braku empatii;
- deficyt uczenia się – dominująca w typie impulsywnym niezdolność do uczenia się na błędach;
- upośledzenie związków – relacje oparte na przydatności innych do własnych celów, płytkie związki – dominujące w typie kalkulatywnym, ignorowanie konwencji społecznych;
- cierń psychopatyczny – zubożone życie psychiczne, kompensowane przez narcyzm – wyczulenie na przejawy niedoceniania[6].

## Kryteria diagnostyczne

### Kryteria diagnostyczneICD-10
Osobowość dyssocjalna (amoralna, antysocjalna, asocjalna, psychopatyczna, socjopatyczna) – zaburzenie, które zwraca uwagę dużą niewspółmiernością między zachowaniem a obowiązującymi normami społecznymi, charakteryzuje się (muszą być spełnione przynajmniej trzy kryteria):
1. bezwzględnym nieliczeniem się z uczuciami innych
2. silną i utrwaloną postawą nieodpowiedzialności i lekceważenia norm, reguł i zobowiązań społecznych
3. niemożnością utrzymania trwałych związków z innymi, chociaż nie ma trudności w ich nawiązywaniu
4. bardzo niską tolerancją frustracji i niskim progiem wyzwalania agresji, w tym zachowań gwałtownych
5. niezdolnością przeżywania poczucia winy i korzystania z doświadczeń, a w szczególności – z doświadczanych kar
6. wyraźną skłonnością do obwiniania innych lub wysuwania pozornie możliwych do uznania racjonalizacji zachowań, które są źródłem konfliktów z otoczeniem

Cechą towarzyszącą może być także nadmierna drażliwość. Zaburzenia zachowania w dzieciństwie i w wieku młodzieńczym, chociaż nie zawsze występują, mogą ułatwiać rozpoznanie.

### Kryteria diagnostyczneDSM-IV
W modelu DSM-IV ten typ zaburzeń osobowości nosi nazwę antyspołeczne zaburzenie osobowości.
Zaburzenie osobowości typu B (zaburzenia dramatyczno-niekonsekwentne), charakteryzujące się lekceważeniem norm współżycia społecznego, agresywnością i impulsywnością, beztroskim stwarzaniem zagrożenia dla siebie i innych, obrażaniem, krzywdzeniem, okradaniem, okłamywaniem innych ludzi, brakiem odpowiedzialności i zdolności do oceny skutków swoich czynów, ubóstwem emocjonalnym, niskim poziomem empatii i poczucia winy po wyrządzeniu komuś krzywdy oraz innymi zachowaniami antyspołecznymi.
Kryteria:
1. utrzymujący się wzorzec braku poszanowania i pogwałcenia praw innych ludzi, pojawiający się po 15. roku życia, przejawiający się przynajmniej trzema z poniższych kryteriów:
  - niezdolność do podporządkowania się normom społecznym opisującym zachowania zgodne z prawem, objawiająca się wielokrotnie dokonywanymi czynami stanowiącym podstawę aresztowania
  - wielokrotne dopuszczanie się kłamstw, używanie pseudonimów przestępczych lub oszukiwanie innych dla zysku albo przyjemności
  - impulsywność, niezdolność planowania
  - skłonność do rozdrażnienia i agresja wyrażająca się w notorycznych bójkach i napaściach
  - brak troski o bezpieczeństwo własne lub innych
  - brak odpowiedzialności, wyrażający się niezdolnością spełnienia wymogów zachowania w pracy zawodowej lub w dotrzymywaniu zobowiązań finansowych
  - brak poczucia winy wyrażający się obojętnością lub racjonalizacją wyrządzania krzywdy, szkodzenia i okradania innych
2. wiek co najmniej 18 lat
3. udokumentowane zaburzenia zachowania, które pojawiały się przed 15. rokiem życia
4. zachowanie antyspołeczne nie pojawia się wyłącznie w trakcie schizofrenii lub epizodu manii[8].

### Kryteria diagnostyczneDSM-5(alternatywny model zaburzeń osobowości)
Kryteria diagnostyczne DSM-5 dla antyspołecznego zaburzenia osobowości są takie same jak w DSM-IV-TR. Wielu badaczy zgłaszało zastrzeżenia do przyjętego modelu, z powodu zbytniej koncentracji na obserwowalnych zachowaniach, zamiast na opisie zaburzonej osobowości. W związku z tym, w DSM-5 zaproponowano alternatywny model zaburzeń osobowości. W wypadku zaburzenia antyspołecznego, wskazuje się na istotne cechy osobowości, jak: egocentryzm, niska empatia, podstępność czy nieumiejętność tworzenia bliskich więzi z innymi. Tak sformułowany model antyspołecznego zaburzenia osobowości uwzględnia konstrukt psychopatii.

#### Proponowane (alternatywne) kryteria diagnostyczne
Typowymi cechami antyspołecznego zaburzenia osobowości są: brak dostosowania się do prawa i norm etycznych oraz egocentryczny, bezduszny brak troski o innych, któremu towarzyszy podstępność, nieodpowiedzialność, manipulowanie i / lub podejmowanie ryzyka. Charakterystyczne trudności widoczne są w obszarach tożsamości, samosterowalności, empatii i / lub intymności, wraz ze specyficznymi, nieprzystosowawczymi cechami w domenach antagonizmu i rozhamowania:
- A. Umiarkowane lub duże upośledzenie funkcjonowania osobowości, przejawiające się charakterystycznymi trudnościami w dwóch lub więcej poniższych czterech obszarach:
  1. Tożsamość: egocentryzm; poczucie własnej wartości wynikające z osiąganych osobistych korzyści, władzy lub przyjemności.
  2. Samosterowalność: ustalanie celów w oparciu o osobiste zadowolenie; brak prospołecznych wewnętrznych standardów, związanych z nieprzestrzeganiem etycznych zasad zgodnych z prawem lub daną kulturą.
  3. Empatia: brak troski o uczucia, potrzeby lub cierpienie innych; brak wyrzutów sumienia po zranieniu lub znęcaniu się nad innymi.
  4. Intymność: niezdolność do stworzenia obustronnie intymnych relacji, gdyż podstawowym nastawieniem podczas nawiązywania relacji jest chęć wykorzystania drugiej osoby (w tym podstępem i przymusem); wykorzystanie dominacji lub zastraszania w celu kontrolowania innych.
- B. Sześć lub więcej z poniższych siedmiu patologicznych cech osobowości:
  1. Manipulatywność (aspekt antagonizmu): częste wykorzystywanie podstępu do wpływania na innych; wykorzystanie uwodzenia, wdzięku, elokwencji lub przymusu do osiągnięcia własnych celów.
  2. Nieczułość (aspekt antagonizmu): brak troski o uczucia lub problemy innych; brak poczucia winy lub wyrzutów sumienia z powodu negatywnego lub szkodliwego wpływu własnych działań; agresja; sadyzm.
  3. Podstępność (aspekt antagonizmu): kłamliwość i nieuczciwość; fałszywe przedstawienie siebie lub wydarzeń, aby wypaść w dobrym świetle.
  4. Wrogość (aspekt antagonizmu): uporczywe lub częste gniewne uczucia; złość lub drażliwość w reakcji na drobne urazy i zniewagi; złośliwe, mściwe zachowanie.
  5. Podejmowanie ryzyka (aspekt rozhamowania): angażowanie się w niebezpieczne, ryzykowne i potencjalnie szkodliwe działania, niepotrzebnie i bez względu na konsekwencje; skłonność do odczuwania nudy i bezmyślne inicjowanie działań przeciwdziałających znudzeniu; brak troski o własne ograniczenia i lekceważenie niebezpieczeństwa.
  6. Impulsywność (aspekt rozhamowania): działanie pod wpływem chwili w odpowiedzi na momentalne bodźce; działanie tymczasowe, bez planu lub uwzględnienia wyników; trudności z ustalaniem i realizacją planów.
  7. Nieodpowiedzialność (aspekt rozhamowania): lekceważenie i nie dotrzymywanie zobowiązań finansowych i innych; brak poszanowania dla porozumień i obietnic.

Uwagi:
- Osoba musi mieć przynajmniej 18 lat.
- Należy określić czy diagnozowany posiada cechy psychopatyczne, tworzące dystynktywny typ zaburzenia, nazywany często psychopatią (lub psychopatią pierwotną), charakteryzujący się brakiem lęku i strachu oraz śmiałym (ang. bold) stylem interpersonalnym, który może maskować zachowania nieadaptacyjne (np. podstępność). Wariant psychopatyczny charakteryzuje się niskim poziomem lęku (domena negatywnej emocjonalności) i wycofaniem (domena oderwana: brak głębokich relacji, ograniczone doświadczanie emocji) oraz wysokim poziomem poszukiwania uwagi (domena antagonizmu). Wysokie zapotrzebowanie na uwagę innych i niskie wycofanie składają się na mocną stronę w funkcjonowaniu społecznym (asertywność, dominacja), podczas gdy niski lęk daje odporność na stres (stabilność emocjonalna)[9].

## Etiologia
Jak w wypadku większości zaburzeń psychicznych, uznaje się, że przyczyny leżą zarówno w czynnikach genetycznych, jak i środowiskowych. Badania nad bliźniętami pozwoliły ocenić, że odziedziczalność osobowości antyspołecznej wynosi 40–50%. Zakłada się, że jeszcze większy udział genów, występuje w przypadku osób, które wykazują dodatkowo silne cechy psychopatyczne (np. płytki afekt, brak empatii). Między czynnikami genetycznymi a środowiskowymi zachodzi interakcja: razem zwiększają ryzyko wystąpienia zaburzenia ponad to, gdyby jedynie zsumować ich wpływ.
Wśród czynników środowiskowych najczęściej wymienia się:
- deprywacja psychospołeczna dziecka, w tym:
  - przemoc i wykorzystywanie seksualne (mogą prowadzić do zmian w budowie lub funkcjonowaniu mózgu)
  - niska jakość relacji rodzic – dziecko (np. odrzucająca matka, brak ważnego dorosłego)
- słabe umiejętności wychowawcze rodziców (surowa i niespójna dyscyplina, niewielki nadzór nad dzieckiem)
- konflikty, przemoc w rodzinie
- modelowanie przez rodzica o cechach osobowości psychopatycznej lub rówieśników z zaburzeniami zachowania
- częste oglądanie telewizji (proponowane wyjaśnienia: modelowanie lub znieczulenie na przemoc)
- urazy głowy, mikrourazy mózgu u dzieci[1][10].

Dzieci i młodzież, u których występują zaburzenia zachowania, mogą prowokować negatywne reakcje opiekunów, co zwiększa ryzyko rozwoju zaburzenia.
W literaturze nie ma jednak konsensusu, które z negatywnych czynników występujących w dzieciństwie mogą rzeczywiście zwiększać ryzyko wystąpienia zaburzenia u dorosłych.
| Czynnik                                                              |                                  | Symptomy ASPD | Diagnoza ASPD |
| -------------------------------------------------------------------- | -------------------------------- | ------------- | ------------- |
| Negatywne doświadczenia z dzieciństwa                                | (razem)                          | nie (0,99)*   | tak (1,09)    |
|                                                                      | Zaniedbywanie przez ojca         | nie (1,08)    | nie (0,86)    |
|                                                                      | Zaniedbywanie przez matkę        | nie (1,08)    | nie (1,18)    |
|                                                                      | Przemoc fizyczna                 | tak (1,51)    | nie (0,91)    |
|                                                                      | Przemoc emocjonalna/werbalna     | nie (0,62)    | nie (0,99)    |
|                                                                      | Wykorzystywanie seksualne        | nie (1,33)    | tak (1,69)    |
|                                                                      | Ekspozycja rodziców na narkotyki | nie (0,46)    | nie (1,20)    |
| ADHD                                                                 |                                  | nie (1,03)    | nie (1,03)    |
| Zaburzenia opozycyjno-buntownicze                                    |                                  | nie (0,29)    | nie (1,32)    |
| Zaburzenia zachowania                                                |                                  | tak (3,15)    | tak (11,46)   |
| *W nawiasach podane zostały wartości współczynnika ryzyka względnego |                                  |               |               |

## Leczenie
Osoby z antyspołecznym zaburzeniem osobowości rzadko podejmują leczenie z własnej woli; zmuszeni przez sąd lub rodzinę niechętnie podejmują współpracę z prowadzącymi psychoterapię. Zawiązanie przymierza terapeutycznego i utrzymanie motywacji do leczenia utrudniają powszechnie występujące u pacjentów: niewrażliwość emocjonalna, podstępność, słaba kontrola emocji i zachowania czy impulsywność. Problemem są również potencjalnie szkodliwe emocje i nastawienie, które pacjenci wzbudzają u terapeutów jak: nienawiść, obrzydzenie, strach, brak wiary w powodzenie terapii – ale też: fascynacja pacjentem lub iluzoryczna wiara w postęp leczenia.
Ocena efektywności terapii jest utrudniona, ze względu na małą liczbę badań, cechujących się wysoką jakością metodologiczną. Problemem stwarzają także różne sposoby operacjonalizacji zaburzenia (np. psychopatia vs antyspołeczne zaburzenie osobowości). Fiasko związane ze stosowaniem tradycyjnych podejść psychoterapeutycznych, skłaniało klinicystów do przekonania, że osobowość dyssocjalna jest jednym z najtrudniejszych (jeśli nie najtrudniejszym) z zaburzeń osobowości do leczenia. Pojawiły się badania, sugerujące, że wśród przestępców o mocnych cechach psychopatycznych (nastawienie wielkościowe, płytki afekt, brak empatii) zwiększa się recydywa po przebytej terapii. Jednak dodatkowe badania podłużne podważają podejrzenia o jatrogennym wpływie terapii.
W kilkunastu ostatnich latach, pogląd o braku możliwości zastosowania skutecznej interwencji zaczyna ulegać zmianie. Tworzone są lepiej dopasowane i bardziej pragmatycznie nastawione programy terapeutyczne. Odchodzi się od prób leczenia osobowości i skupia się na redukcji symptomów (zachowań antyspołecznych, nieprzystosowawczych wierzeń lub zniekształceń poznawczych, czasem problemów interpersonalnych). Programy oparte są często na pracy w grupach i zawierają techniki używane w terapii poznawczo-behawioralnej (ang. cognitive-behavioral therapy, CBT). Interwencje mają się także skupiać na współwystępujących problemach (np. uzależnienia, zaburzenia lękowe i nastroju), a także na czynnikach środowiskowych, które mogą przeszkadzać. Istotna przy tym jest również odpowiednia ocena i zarządzanie ryzykiem, które mogą stwarzać pacjenci.
Ewaluacja efektywności nowszych programów, skierowanych na redukcję symptomów antyspołecznego zaburzenia osobowości i/lub ograniczenie recydywy, daje mieszane wyniki. Zauważa się, że wysokie natężenie cech psychopatycznych prawdopodobnie zmniejsza szanse na skuteczność interwencji. Pacjenci z umiarkowanym nasileniem cech psychopatycznych, zmotywowani do zmiany, którzy reagują w sposób normalny na negatywne konsekwencje swoich czynów oraz potrafiący odczuwać ból emocjonalny w związku z nimi, dają największą nadzieję na poprawę. Wyzwanie stanowi jednak ocena szczerości w zachowaniu pacjenta. W wypadku pacjentów stwarzających największe ryzyko popełnienia przestępstwa, działania powinny być skierowane na czynniki bezpośrednio związane z przemocą i przestępczością, zamiast na zmianie charakteru czy temperamentu.

### Wybrane podejścia terapeutyczne

#### Terapia poznawczo-behawioralna
Brakuje badań nad efektywnością terapii poznawczo-behawioralnej, które odznaczałyby się wysoką jakością metodologiczną. Rzadko badana jest możliwość leczenia zaburzenia osobowości bezpośrednio – badacze skupiają się raczej na zaburzeniach współwystępujących (np. uzależnieniach) i w wypadku tych ostatnich, wykazuje się skuteczność CBT. Istnieją tylko pojedyncze badania dotyczące zachowań związanych z zaburzeniem osobowości. Przykładowo, w jednym z badań wykazano potencjalny wpływ CBT na obniżenie agresji psychicznej i polepszenie funkcjonowania społecznego, choć wyniki nie były istotne statystycznie.
Techniki wywodzące się z CBT są jednak najczęściej rekomendowane i używane w programach dedykowanych zaburzonym z osobowością dyssocjalną. Mowa m.in. tu o programach:
- nastawionych na ograniczenie powrotów do zachowań antyspołecznych czy recydywy;
- ograniczenie przemocy i złości;
- skierowanych do przestępców seksualnych;
- łączących techniki poznawcze z treningiem umiejętności społecznych i rozwiązywania problemów (np. programy Reasoning and Rehabilitation czy Enhanced Thinking Skills)[11][15].

Programy grupowe z CBT są rekomendowane jako najefektywniejsze w obniżaniu ryzyka ponownego popełnienia przestępstwa, wśród skazanych dorosłych i młodzieży (choć nie jest jasna kwestia młodych dorosłych poniżej 20. roku życia).

#### Psychoterapia psychodynamiczna
Nie ma dowodów na to, by tradycyjnie prowadzona psychoterapia psychodynamiczna (w tym modalności psychoanalityczne, wspierające i ekspresywne) była pomocna w wypadku pacjentów z antyspołecznym zaburzeniem osobowości. Nie ma znaczenia czy psychoterapia jest prowadzona indywidualnie czy grupowo. Psychoterapeuci pracujący ze skazanymi postulują, by rezygnować ze stosowania technik wolnych skojarzeń i ciszy podczas terapii, co ma ułatwić budowanie przymierza terapeutycznego. Zalecane jest skupienie się na afekcie i interpretacjach „tu i teraz”, zamiast na analizie nieświadomych konfliktów, fantazji i przeniesienia. Przydatne mają być techniki mentalizacji, które poddanego terapii uczą łączyć stan umysłu z zachowaniem.

#### Nowe podejścia integracyjne
Coraz większym zainteresowaniem badaczy i praktyków cieszą się nowe podejścia integrujące wiele modalności psychoterapeutycznych, które tworzone są z myślą o leczeniu opornych zaburzeń depresyjnych i lękowych oraz zaburzeń osobowości. Wśród nowych podejść najczęściej wymienia się: terapię dialektyczno-behawioralną (ang. dialectical behaviour therapy), terapię schematów (ang. schema-focused therapy), terapię poznawczo-analityczną (ang. cognitive analytic therapy) i terapię opartą na mentalizacji (ang. mentalization-based therapy).

#### Społeczności terapeutyczne
Brakuje badań skupiających się na osobach z zaburzeniem dyssocjalnym. Najczęściej spotykane są badania nad efektywnością społeczności terapeutycznej u więźniów nadużywających narkotyki (gdzie szacuje się, że 39–51% spełnia kryteria zaburzenia, a większość wykazuje symptomy). W wypadku tej grupy, odnotowuje się relatywnie dużą redukcję ryzyka ponownego złamania prawa. W wypadku innych przestępców (bądź pacjentów) nie odnotowuje się jakiegokolwiek wpływu. Jedno badanie wykorzystujące podejście IDDT (ang. integrated dual disorder treatment) w społeczności terapeutycznej, wskazało na możliwość obniżenia ryzyka ponownego nadużywania alkoholu lub trafienia do więzienia wśród osób z ASPD.

#### Terapia rodzin
Terapie rodzinne nie są kierowane do dorosłych z antyspołecznym zaburzeniem osobowości. Dorośli mogą jednak wziąć udział w terapii swoich dzieci, jeśli znajdują się one w grupie ryzyka rozwinięcia zaburzenia (np. stwierdzono u nich zaburzenia zachowania). Odradza się jednak udział rodziców mocno psychopatycznych, gdyż mogą wykorzystywać wiedzę zdobytą podczas terapii przeciwko swoim dzieciom. Więcej na temat prewencji u dzieci w rozdziale: Zapobieganie.

#### Farmakoterapia
Brak jest wystarczających dowodów na skuteczność farmakoterapii w redukcji symptomów osobowości antyspołecznej lub współwystępujących patologicznych zachowań (np. agresja, impulsywność, złość). Najczęściej można spotkać się z (nielicznymi) badaniami nad leczeniem zaburzeń współwystępujących (uzależnienia, zaburzenia lękowe, depresja), choć i te są słabej jakości metodologicznej. Istnieją pewne dowody, że nortryptylina może być przydatna przy terapii uzależnionych od alkoholu. Dodatkowo, nortryptylina i bromokryptyna mogą pomagać w redukcji objawów lękowych u uzależnionych. Możliwe, że fenytoina redukuje częstotliwość i intensywność aktów agresji w tej grupie pacjentów. Badane są też inne leki przeciwdrgawkowe. W jednym badaniu, w grupie agresywnych osób z różnymi zaburzeniami osobowości (w tym z antyspołecznym) wykazano, że fluoksetyna zmniejsza poziom agresji. W kontekście problemu agresji, badano również lit i choć uzyskano różnice między grupami, to nie były one istotne statystycznie.
Podsumowując, w wypadku antyspołecznego zaburzenia osobowości oraz powiązanych, patologicznych zachowań (agresja, impulsywność, złość), nie ma uzasadnienia dla rutynowego stosowania farmakoterapii. Zaleca się, by w wypadku zaburzeń współtowarzyszących (zwłaszcza zaburzeń lękowych i depresji) leczenie prowadzone było w typowy dla nich sposób. Należy jednak zwracać szczególną uwagę na problem nieprzestrzegania zaleceń lekarskich oraz ryzyko nadużywania lub przedawkowania leków.

## Zapobieganie
W grupie ryzyka znajdują się dzieci i młodzież, u których stwierdzono zaburzenia zachowania.
Większe ryzyko wystąpienia zaburzenia zachowania u dziecka stwierdza się w rodzinach, gdzie:
- występuje choroba lub poważne zaburzenie psychiczne (np. depresja, antyspołeczne zaburzenia osobowości, uzależnienie) u któregoś z rodziców;
- matka jest niepełnoletnia (szczególnie, gdy była ofiarą przemocy w dzieciństwie);
- rodzice posiadają historię przebywania w ośrodku opiekuńczym;
- rodzice byli karani za poważne przestępstwa;
- rodzice wykazują się słabymi umiejętnościami wychowawczymi (stosują surową i niekonsekwentną dyscyplinę, mają niewielki nadzór nad dzieckiem)[11][20].

W wypadku stwierdzenia zaburzenia zachowania (lub dużego ryzyka jego powstania) brytyjski National Institute for Health and Care Excellence (pozarządowy organ związany z ministerstwem zdrowia Wielkiej Brytanii) rekomenduje zastosowanie następujących programów interwencyjnych:
1. dla rodziców/opiekunów dzieci w wieku 3–11 lat – grupowe treningi umiejętności wychowawczych:
  - oparte na teorii społecznego uczenia się, wykorzystujące modelowanie, powtarzanie i informację zwrotną
  - zazwyczaj 10–16 spotkań
2. dla dzieci/młodzieży w wieku 9–14 lat – grupowe programy rozwiązywania problemów poznawczych i interpersonalnych:
  - oparte na poznawczo-behawioralnym modelu rozwiązywania problemów
  - wykorzystujące do nauki modelowanie, powtarzanie i informację zwrotną
  - zazwyczaj 10–18, cotygodniowych spotkań
3. dla młodzieży w wieku 11–17 lat – intensywne interwencje multi-modalne (ang. multimodal interventions), jak terapia multisystemiczna (ang. multisystemic therapy)[a]:
  - o wyraźnej orientacji na rodzinę i jej wsparcie
  - oparte na teorii społecznego uczenia się, z interwencjami zapewnionymi na poziomie indywidualnym, rodziny, szkoły, wymiaru sprawiedliwości oraz społeczności
  - zazwyczaj 3–4 spotkania w tygodniu przez 3–5 miesięcy
  - przeprowadzane przez odpowiednio przeszkolonych menadżerów[20].

W razie potrzeby, programy mogą być przeprowadzane indywidualnie. Należy również odpowiednio zaadresować często współwystępujące problemy u dzieci (np. ADHD, depresja, trudności w uczeniu się, spożywanie alkoholu lub narkotyków).

## Choroba czy przestępstwo?
Osoby dotknięte antyspołecznym zaburzeniem osobowości mogą notorycznie popełniać przestępstwa, dlatego wielu psychologów zadaje sobie pytanie, czy powinny one odpowiadać za swoje czyny jak zwykli kryminaliści, czy należy zastosować dla nich „taryfę ulgową” z racji ich psychopatii.
Wielu prawników, broniąc swoich klientów w sądzie, stosuje linię obrony wykazującą, że przestępstwo nie zostało wykonane w pełni świadomie i wynika jedynie z zaburzenia psychicznego. Taki sposób rozumienia antyspołecznego zaburzenia osobowości może prowadzić do poważnych nadużyć: uniknięcia odpowiedzialności przestępców za swoje czyny, co dodatkowo może wzmocnić ich zachowania antyspołeczne.
Jednocześnie należy dodać, że osoby dotknięte tym problemem zdrowotnym nie są niepoczytalne: są w stanie ocenić dany czyn jako dobry lub zły, są też w stanie poznać normy społeczne i prawne, a kłopot sprawia im ich przestrzeganie. Mają także możliwość panowania nad swoimi emocjami i powstrzymywania się od agresywnych reakcji.